# Sinomphisa junctilinealis
Sinomphisa junctilinealis is een vlinder uit de familie van de grasmotten (Crambidae), uit de onderfamilie van de Spilomelinae. De wetenschappelijke naam van deze soort is voor het eerst voorgesteld als Polygrammodes junctilinealis door George Francis Hampson in een publicatie uit 1918.

## Verspreiding
De soort komt voor in Sierra Leone, Oeganda en Rwanda.

## Waardplanten
De rups leeft in de zaden van Markhamia lutea (Bignoniaceae).